# Ormosia maguireorum
Ormosia maguireorum är en ärtväxtart som beskrevs av Velva Elaine Rudd. Ormosia maguireorum ingår i släktet Ormosia och familjen ärtväxter. Inga underarter finns listade i Catalogue of Life.